# Kanibalové
Kanibalové (Cannibal Holocaust) je kontroverzní snímek natočený italským režisérem Ruggerem Deodatem v roce 1980. Scénář napsali Gianfranco Clerici a Giorgio Stegani.
Režisér byl za tento snímek v Itálii zatčen za oplzlost. Film byl zakázán v Itálii, Velké Británii, Austrálii, Norsku, Finsku a několika dalších zemích za příliš krve, sexuální násilí a zabití šesti zvířat.

## Děj
Čtyři mladí dokumentaristé odjíždějí do pralesů v jižní Amazonii, kde chtějí natočit dokument o setkání s místním primitivním domorodým kmenem. Po dvou měsících, kdy se výprava neozývá, je pozván slavný antropolog Harold Monroe (Robert Kerman) se dvěma průvodci na záchrannou misi. Ještě před tím, než záchranný tým vyrazí na svou cestu, probíhají rozhovory s rodinnými příslušníky a známými dokumentaristů, kteří o nich prozrazují některé skutečnosti a charakterizují jejich povahu. Od jejich zaměstnavatele se profesor Monroe dozví, že Alan Yates a jeho tým často při svém natáčení manipulují se skutečností pro zvýšení dramatičnosti svých snímků. Během postupování pralesem nakonec záchranný tým narazí na kmen primitivních domorodců a u nich také najdou pozůstatky všech filmařů, ale také materiály, které během své cesty stihli natočit. Nahrávky dovezou zpět do New Yorku, kde si je také promítnou.
Na filmu jsou zachyceni účastníci výpravy, Alan Yates (Gabriel Yorke) a jeho přítelkyně Faye Daniels (Francesca Ciardi), Jack Anders (Perry Pirkanen) a Mark Tommaso (Luca Barbareschi), jak při své cestě pralesem naráží na kmen, který považují za kanibaly. Po chvíli dochází k několika násilným incidentům ze strany Alana a jeho kolegů, mimo jiné postřelení jednoho domorodce, vypálení chatrče, kam předtím byli nahnáni domorodci či „divoký“ sex Alana s Faye přímo před zraky celé vesnice i kamery.
Filmaři poté pokračují hlouběji do džungle, kde pokračují ve svých zvěrstvech. Podaří se jim chytit domorodou dívku a muži ji znásilní. Dále narazí na mrtvé tělo jiné dívky, nabodnuté na kůl, kde se tomu smějí, a teprve tam nacházejí správný cíl výpravy, který se jim ale také stává osudným. V džungli, které se říká „Zelené peklo“, jsou Alan Yates a jeho tým obklíčeni kanibaly a jeden po druhém krutě zabiti. První je zajat Jack, který je domorodci vykastrován a poté je jeho tělo roztrháno na kusy. Jako druhá je zajata skriptka Faye Daniels, která je domorodci vysvléknuta a brutálně znásilněna. Nakonec jí domorodci utrhnou hlavu. Alan Yates a Mark Tommaso ještě chvíli bloudí v džungli, kdy oba padnou mrtví i s kamerou k zemi, která ještě stihne zabrat Alanův zkrvavený obličej v smrtelné křeči.

## Obsazení
| Robert Kerman    | professor Harold Monroe |
| Francesca Ciardi | Faye Daniels            |
| Perry Pirkanen   | Jack Anders             |
| Luca Barbareschi | Mark Tommaso            |
| Salvatore Basile | Jacko Losojos           |
| Ricardo Fuentes  | Miguel Lujan            |
| Gabriel Yorke    | Alan Yates              |

## Soundtrack
Soundtrack k filmu složil Ital Riz Ortolani.
1. Cannibal Holocaust (Main Theme)
2. Adulteress' Punishment
3. Cameraman's Recreation
4. Massacre of the Troupe
5. Love with Fun
6. Crucified Woman
7. Relaxing in the Savannah
8. Savage Rite (rychlý remix Massacre of the Troupe)
9. Drinking Coco
10. Cannibal Holocaust (End Titles)